# Фиск, Уильям
Уильям Фиск (англ. William  Fisk; 1796[…], Thorpe-le-Soken, Эссекс — 1872[…]) — британский художник викторианской эпохи.

## Биография
Родился в 1796 году в Эссексе в семье йомена, зажиточного фермера. Отец оплатил сыну обучение в школе в Колчестере, а в 19 устроил работать приказчиком в торговый дом в Лондоне. Там Фиск проработал около десяти лет. За это время он сумел скопить достаточно денег, для того, чтобы отказаться продолжать работать в торговле. Около 1826 года он женился, и после рождения старшего сына серьёзно посвятил себя искусству. 
Сам интерес к живописи, однако, возник у Уильяма Фиска гораздо раньше. Уже 1818 году он отправил на выставку в Королевскую академию художеств «портрет мистера Г. Фиска» (вероятно, своего отца), а в 1819 году — «портрет ребёнка с любимой собакой». В 1829 году он отправил в Королевскую академию портрет художника Уильяма Редмора Бигга, после чего продолжал выставлять там портреты в течение нескольких следующих лет. В выставках Британского института он принимал участие в 1830 и 1832 годах.  
Примерно с 1834 года Фиск начал создавать масштабные исторические полотна, благодаря которым добился известности. С некоторых из этих картин другими авторами были сделаны гравюры, что в то время служило признаком популярности. Свои исторические картины Фиск с неизменным успехом выставлял в Британском институте,  Королевской академии и в других местах в период с 1834 по 1840 год, причём в 1840 году за картину «Заговор Пацци, или покушение на Лоренцо Медичи» был удостоен золотой медали Манчестерского института за лучшую историческую картину, выставленную в их галерее в том году. 
Около 1840 года Фиск начал работу над серией картин, связанных с правлением Карла I, а именно: «Семья Кромвеля, ходатайствующая за помилование Карла I» (первая выставка: Королевская академия, 1840 г.); «Суд над графом Страффордом» (при жизни автора не выставлялась, гравирована Джеймсом Скоттом в 1841 году; приобретен для Художественной галереи Уокера в Ливерпуле); «Суд над Карлом I в Вестминстере» (Королевская академия, 1842 г.); «Карл I проходит через банкетный зал Уайтхолла к эшафоту» (Королевская академия, 1843 г.); «Последняя беседа Карла I со своими детьми» (Британский институт, 1844 г.). 
Вплоть до 1848 года Фиск жил в Лондоне, а после этого в основном отошёл от дел и уехал на родину в Эссекс. Скончался в Эссексе спустя около четверти века после написания своих самых известных картин. 
В некрологе, опубликованном в журнале «The Art Journal» («Художественном журнале») говорилось, что «если работы мистера Фиска и нельзя отнести к наивысшем достижениям исторической живописи, они, тем не менее, являются её добротными и достойными образцами — продуманными в отношении композиции, тщательными в исполнении и точными в изображении костюмов и деталей».
Сын Уильяма Фиска, Уильям Генри Фиск, также стал художником.

## Галерея

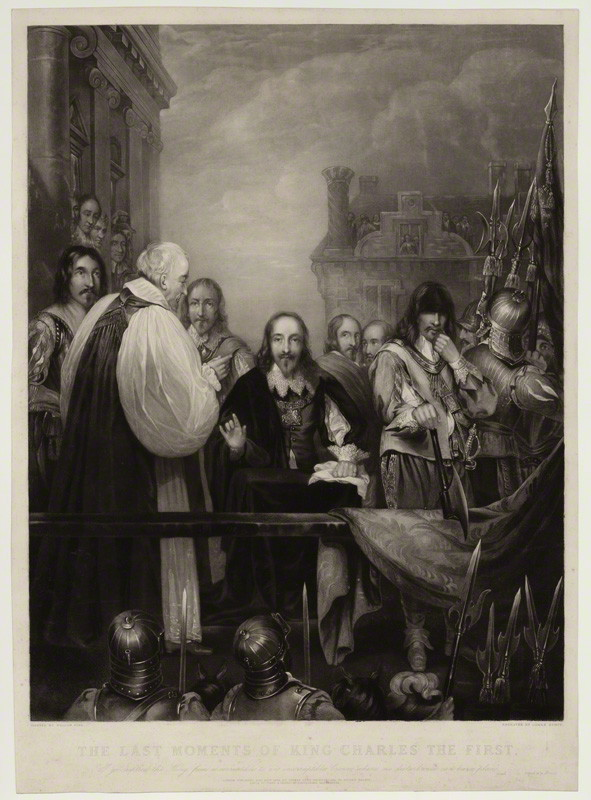
Казнь Карла I
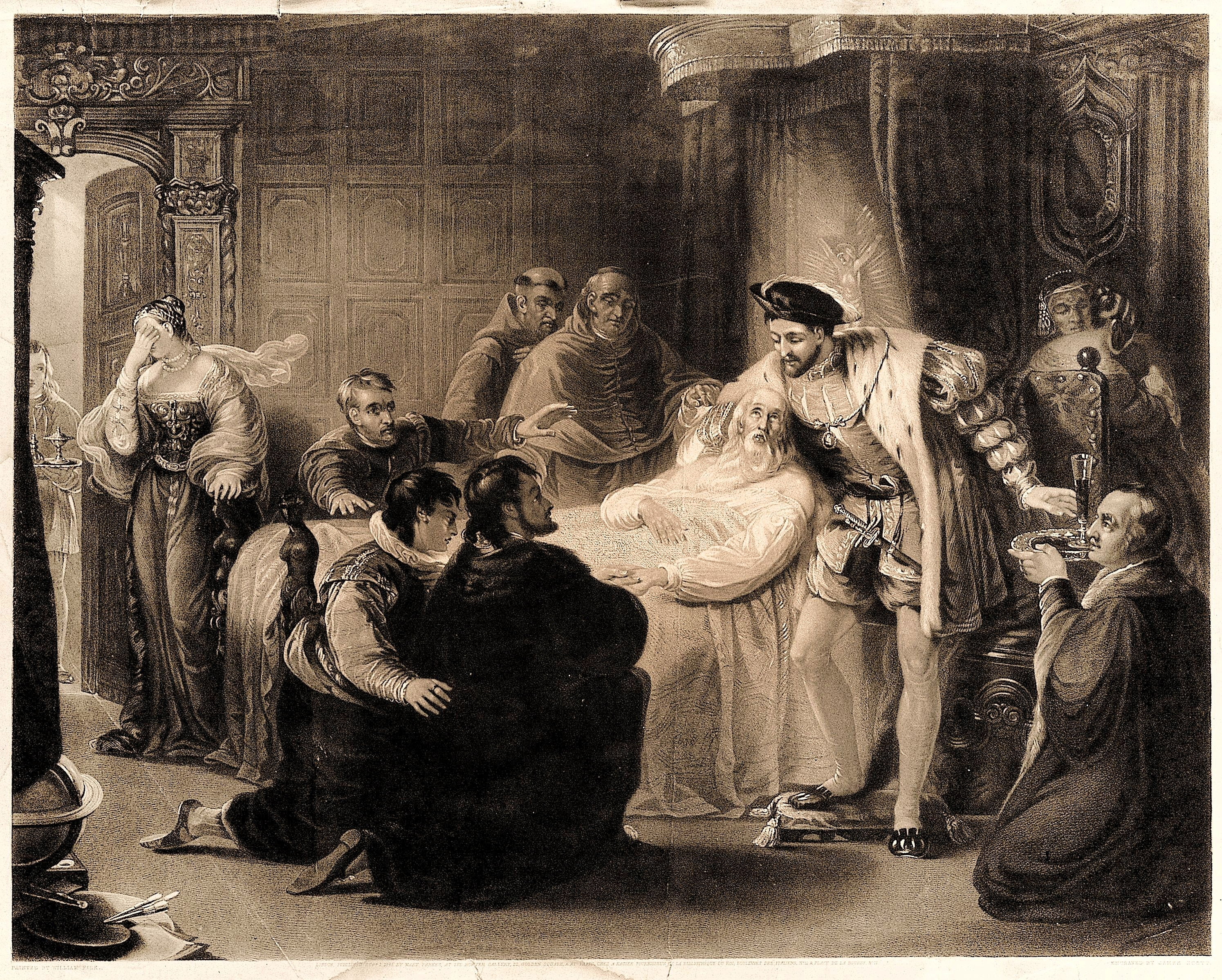
Смерть Леонардо да Винчи (Король Франции Франциск I у постели Леонардо да Винчи)
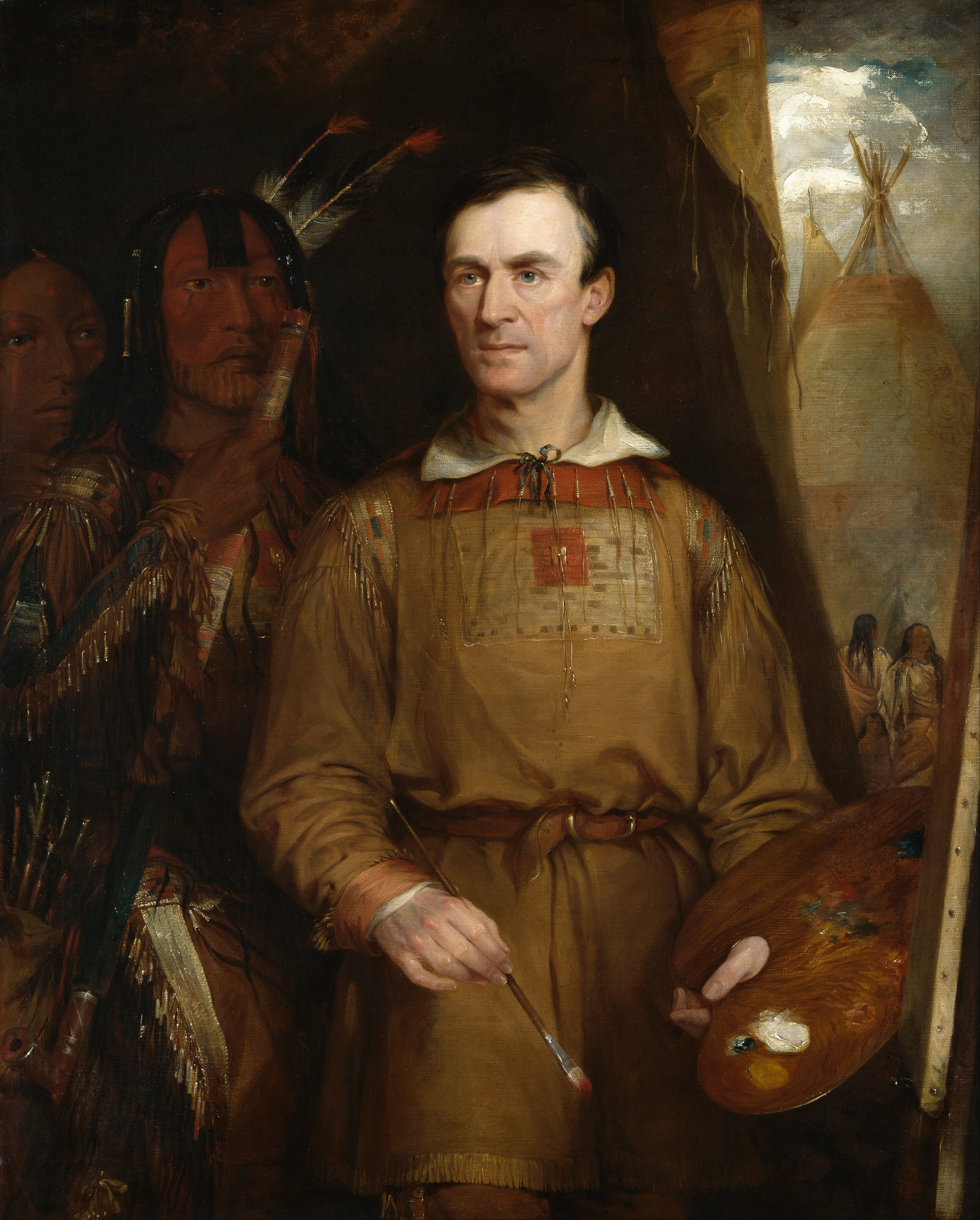
Портрет американского художника Джорджа Кэтлина, 1849, Национальная портретная галерея (США)